# 聖胡安德坦塔蘭切區
12°06′49″S 76°10′57″W / 12.1135°S 76.1826°W
聖胡安德坦塔蘭切區（西班牙語：Distrito de San Juan de Tantaranche），是秘魯的一個區，位於該國中南部利馬大區的瓦羅奇里省，始建於1962年2月16日，面積137.2平方公里，海拔高度3,436米，2005年人口570，人口密度每平方公里4.2人。